# Staré Těchanovice
Staré Těchanovice é uma comuna checa localizada na região de Morávia-Silésia, distrito de Opava.